# Эвербю, Петтер
Петтер Эвербю (норв. Petter Øverby; род. 26 марта 1992, Конгсвингер, Хедмарк) — норвежский гандболист, выступает за гандбольный клуб «Киль» и сборную Норвегии по гандболу. Двукратный серебряный призёр чемпионатов мира, бронзовый призёр чемпионата Европы 2020 года. Участник двух летних Олимпийских игр 2020 и 2024 годов.

## Карьера

### Клубная
Петтер Эвербю был в составе мужской команды «Эльверум» с 2010 года. С этим клубом шесть раз подряд становился чемпионом Норвегии с 2012 по 2017 годы.
Сезон 2017/2018 года провёл в датском клубе «Колдинг». В 2018 году клуб немецкой Бундеслиги ГК «Эрланген» подписал с норвежцем контракт.
В сезоне 2022/23 годов Петтер перешёл в «Киль». В составе этого клуба он выиграл Суперкубок Германии в 2022 и 2023 годах, а также чемпионат Германии в 2023 году.

### Международная карьера в сборной
В составе сборной Норвегии Эвербю дебютировал 4 июня 2013 года в матче против Румынии. Первым крупным турниром для него стал чемпионат Европы 2016 года, где команда уступила хорватам в матче за 3-е место. В следующем году, на чемпионате мира он стал серебряным призёром. На чемпионате мира 2019 года Норвегия снова заняла второе место, а Эвербю стал двукратным призёром. На чемпионате Европы 2020 года в составе национальной сборной стал бронзовым призёром.
На летних Олимпийских играх 2020 года, в составе Норвегии дошёл до четвертьфинала, где сборная уступила Дании 25:31. Принимал участие в чемпионате мира 2023 года.
В августе 2024 года был включён в состав Норвегии на Олимпийский турнир по гандболу. Сборная Норвегии уступила в четвертьфинале сборной Словении 28:33 и игроки сборной завершили участие в турнире.